# Cajarc

Cajarc este o comună în departamentul Lot din sudul Franței. În 2009 avea o populație de 1.109 de locuitori.

## Evoluția populației
| An        | 1975  | 1982  | 1990  | 1999  | 2006  | 2009  |
| --------- | ----- | ----- | ----- | ----- | ----- | ----- |
| Populație | 1.028 | 1.059 | 1.033 | 1.114 | 1.088 | 1.109 |